# Dimarella (Dimarella) praedator
Dimarella (Dimarella) praedator is een insect uit de familie van de mierenleeuwen (Myrmeleontidae), die tot de orde netvleugeligen (Neuroptera) behoort. 
Dimarella (Dimarella) praedator is voor het eerst wetenschappelijk beschreven door Walker in 1853.